# 郴州路
郴州路，元朝时设置的路。
至元十四年（1277年）升郴州置，治所在郴阳县（今湖南省郴州市）。属湖广行省。辖境相当今湖南省郴州市和永兴、宜章等县以东、以南地区。明朝洪武元年（1368年）改为郴州府。 